# Girl group
Un girl group, littéralement « groupe de filles », est un type de groupe musical composé de plusieurs jeunes chanteuses dont le jeu de scène est synchronisé. Le terme dénote également la première vague de ces groupes ayant émergé aux États-Unis pendant les années 1950 et années 1960, hybride de pop traditionnelle, de doo-wop et de rhythm and blues,.
Entre les années 1930 et 1950, le trio américain de swing Andrews Sisters est le premier à atteindre un succès phénoménal avec la vente de 75 millions d'albums à l'échelle internationale. Le groupe américain de soul The Supremes se popularise dans les années 1960, avec une douzaine de singles classés au Billboard Hot 100, et la vente de plus de 100 millions d'albums à l'échelle internationale. Par la suite, les girl groups tentent de s'imposer dans les genres musicaux comme notamment le disco, le RnB contemporain, la country, et la pop. Pendant les années 1980, le trio britannique de pop Bananarama compte plus de 40 millions d'albums écoulés dans le monde. Dans les années 1990, le groupe britannique de pop Spice Girls et le trio américain de RnB TLC sont considérés comme les meilleurs groupes à l'échelle internationale ; les albums Spice des Spice Girls, publié en 1996 et vendu à 28 millions d'exemplaires, ainsi que CrazySexyCool de TLC, publié en 1994 et vendu à 23 millions d'exemplaires, atteignent la liste des albums les plus vendus au monde,,. Les Spice Girls sont également considérées comme le plus grand groupe féminin de tous les temps dans l'histoire de la musique, avec plus de 86 millions d'albums vendus en l'espace de deux opus, et 10 singles classés premiers dans le monde,,,,,,,.
Dans les années 2000, les groupes américains de RnB Destiny's Child et Pussycat Dolls, se popularisent le plus significativement au niveau international, avec la vente de 60 millions d'albums pour les Destiny's Child et de 54 millions de d'albums pour les Pussycat Dolls. Dans un autre registre, le groupe Dixie Chicks est celui ayant vendu le plus d'albums country dans le monde avec plus de 30,5 millions d'exemplaires écoulés depuis ses débuts en 1990,,. Le quatuor à cordes britanico-australien Bond, compte quatre millions d'exemplaires vendus durant tout son parcours, ce qui en fait le quatuor et le groupe féminin de musique classique le mieux vendu de tous les temps.
En France, des groupes comme Zouk Machine, Native, Melgroove, L5, Les Déesses, A.D.M., Honneur Ô Dames, Models, Kay Cee Dee, Nossa, Adict, The Mess, et When We We’re Young marquent déjà trois décennies, les années 1990, 2000 et 2010, avec leurs tubes,,,,,,,,.

## Histoire

### Années 1950 et 1960

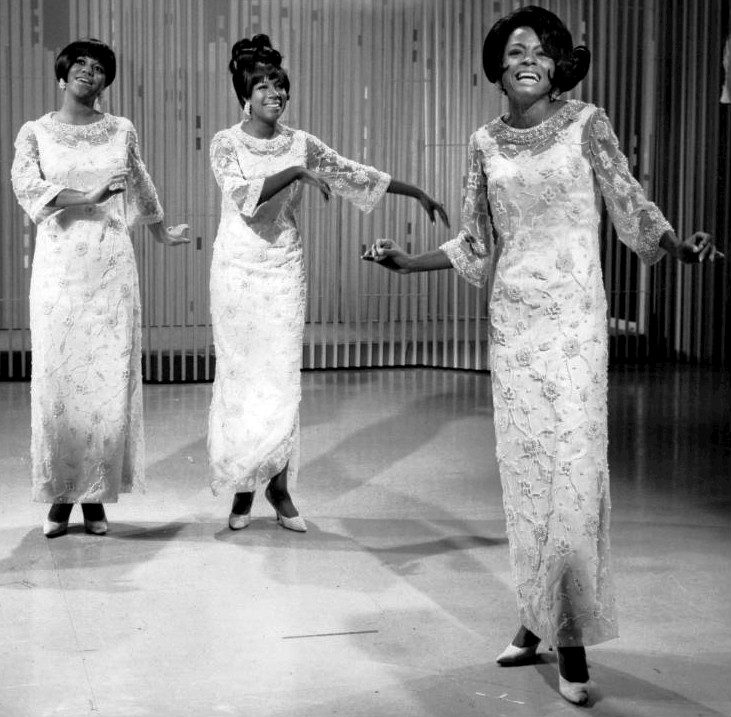
Le groupe américain The Supremes, est le plus populaire des années 1960 en vendant plus de 100 millions de disques dans le monde.

Les fondations du genre remontent aux années 1930. Des groupes de filles se produisaient sur les scènes de music-hall dans des numéros de vaudeville en chantant des chansons volontairement stupides, aux paroles absurdes, avec des voix burlesques. Les Boswell Sisters enregistrent leurs premiers titres en 1930 au label Brunswick Records[réf. nécessaire]. Elles se démarquent de leurs consœurs par la beauté de leurs interprétations et la qualité de leurs arrangements[réf. nécessaire], puis se séparent en 1936, mais sont remplacées l'année suivante par les Andrews Sisters. Au départ simple tribute band des Boswell, elles enregistrent une trentaine de succès jusqu'à leur séparation en 1953. Les Chordettes, autre groupe vocal de cette période, prennent la relève avec leur tube Mr. Sandman (1954). Le single Maybe des Chantels, sorti au début de l'année 1958, est le premier disque officiellement girl group de l'histoire. Dans la foulée, une myriade de 45 tours inondent le marché. C'est l'époque des one-hit-wonders (un groupe égale un succès) : Mr. Lee des Bobbettes, Born to Late des Poni-Tails, Chains des Cookies. Le 20 novembre 1960, le single des Shirelles Will You Love Me Tomorrow atteint le Billboard. Il devient disque d'or l'année suivante[réf. nécessaire], tout comme Dedicated to the One I Love et Tonight's the Night, anciens singles du groupe ressortis dans la foulée. Ce succès ouvre la voie à une légion de jeunes chanteuses, en groupe ou en solo, qui adoptent ou se voient imposer l'esthétique et le son girl group. Il consacre le rôle prédominant du producteur et des auteurs compositeurs, véritables machines à tubes, sur les interprètes, souvent interchangeables, qui n'ont plus leur mot à dire et se contentent de suivre les indications[réf. nécessaire].
Plusieurs labels se centrent sur le genre. La maison d'édition fondée en 1958 par Don Kirshner et Al Nevins dispose d'une des meilleures écuries de créateurs de chansons populaires. Le Brill Building, immeuble de New York localisé au 1619 Broadway est le quartier général de duos célèbres d'auteurs et compositeurs — comme Gerry Goffin, Doc Pomus et Little Eva — ainsi que ceux des protégées de Phil Spector et des Shangri-Las de Shadow Morton. L'usine à tubes Hitsville, basée à Détroit, compte dans ses rangs : le trio d'auteurs compositeurs Holland, Dozier & Holland, Norman Whitfield, Barrett Strong, Nickolas Ashford, Valerie Simpson, Frank Wilson, et Smokey Robinson, fournisseurs des Marvelettes, Velvelettes, Martha and the Vandellas, Diana Ross & The Supremes, Gladys Knight & The Pips. Philles Records, un autre label du genre, est créé en 1961 par Phil Spector et Lester Sill. Dès 1962, Spector se retrouve seul à sa tête qui prendra le contrôle absolu des enregistrements et deviendra le seul dirigeant des productions. Chapel of Love des Dixie Cups, est le premier disque édité par la firme et devient numéro un[réf. nécessaire]. Des 30 singles qui sortent au cours des deux années suivantes, 11 se classent dans le top 40[réf. nécessaire].
Les Crystals, Darlene Love, les Ronettes portent l'empreinte de son mur de son). Les girl group sont pour lui un moyen d'élaborer de véritables mini-symphonies pop. Ses chansons spectaculaires, aux climats wagnériens, trouveront un écho dans toute la production moderne - à commencer par les Beach Boys et les Rolling Stones (à travers Jack Nitzsche). Les Shangri Las jouent à fond la carte du mélodrame. Leurs productions intègrent des éléments de musique classique et de musique concrète (sons de moto ou de locomotive, cris de mouettes)[réf. nécessaire].

#### Girl groups des années 60
Liste non exhaustive de girl groups dans les années 1960.
- The Angels (en)
- Patti LaBelle and the Bluebelles
- The Blossoms (en) (avec Darlene Love)
- The Bobbettes
- The Cake (en)
- The Chantels
- The Charmaines (en)
- The Chiffons
- The Chordettes
- The Cookies
- The Crystals
- The Del-Capris
- The Dixie Cups
- The Emotions
- The Exciters (en)
- The Fascinations (en)
- Honey Cone (en)
- The Honeys
- The Ikettes
- The Jaynetts (en)
- The Marvelettes
- The Murmaids (en)
- The Ordettes
- The Orlons (en)
- The Poni-Tails (en)
- The Raelettes (en)
- The Ronettes
- The Royalettes (en)
- The Shangri-Las
- The Sherrys (en)
- The Shirelles
- Diana Ross & The Supremes
- The Sweet Inspirations
- The Three Degrees
- The Toys (en)
- Martha and the Vandellas
- The Velvelettes

### Années 1970 et 1980

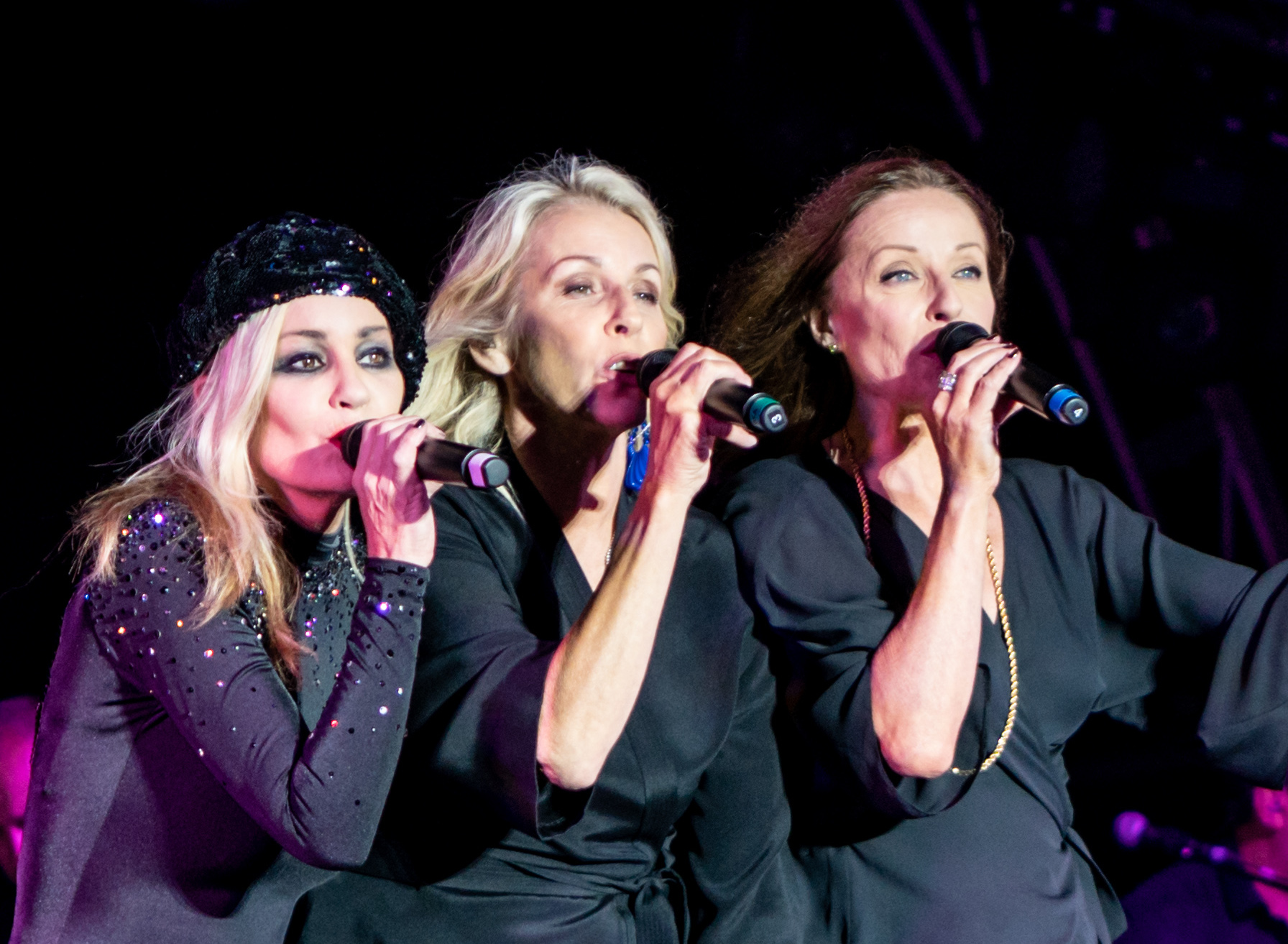
Les Bananarama ont été inclus Guinness World Records pour avoir obtenu le plus grand nombre d'entrées dans les charts au monde par un groupe entièrement féminin.

De 1971 à 1974, les deux titres à succès interprétés par des girl group ayant atteint le top 10 incluent Want Ads de Honey Cone et When Will I See You Again de The Three Degrees. Patti LaBelle et The Bluebelles état un group girl américain des années 1960 dont l'image de Vicki Wickham, leur manager, a aidé le groupe à revivre dans les années 1970, vers une direction plus axée glam rock. Labelle était le premier girl group à porter des tenues identiques et sobres, plutôt que des tenues extravagantes et des perruques à plumes,. Par la suite, avec l'ère du disco, les girl group de l'époque impliquaient notamment Silver Convention, Hot, The Emotions, High Inergy (en), Odyssey, Sister Sledge, Belle Époque, Frantique (en), Luv' et Baccara.
Pendant les années 1980, le trio britannique de pop musique Bananarama compte plus de 40 millions d'albums vendus dans le monde.

### Fin des années 1980 et 1990
Fondé en 1990, le groupe américain de RnB TLC, composé de Tionne « T-Boz » Watkins, Lisa Left Eye Lopes et Rozonda Chilli Thomas, publie en 1992 leur premier album Ooooooohhh... On the TLC Tip, qui est un succès international avec plus de quatre millions d'exemplaires vendus, rien qu'aux États-Unis. C'est en 1994 de par la sortie de l'opus CrazySexyCool agrémenté des singles à succès internationaux comme : Creep, RedLight Special, Waterfalls et Diggin' on You, qui est vendu à 23 millions d'exemplaires dans le monde et est certifié platine, qui marquera son apogée et sa renommée internationale. Cet opus devient également l'un des albums le plus vendus de l'histoire de la musique par un groupe de filles. Par la suite, deux autres opus multiplatine comme FanMail publié en 1999 et 3D publié en 2002, confirmeront le succès international du groupe,.
Au total, TLC atteint le top 10 aux États-Unis avec dix singles, dont quatre classés numéros un, quatre albums certifiés multi-disques de platine, remporte cinq Grammy Awards, et compte plus de 75 millions d'exemplaires vendus dans le monde. La carrière du groupe s’arrête alors malheureusement de par la mort accidentelle de l'un des membres Lisa « Left Eye » Lopes, survenue en 2002.

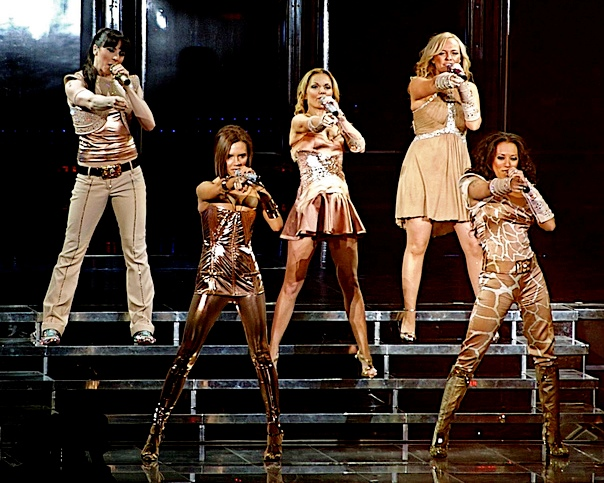
Le groupe britannique Spice Girls est considéré comme le plus grand groupe féminin de tous les temps de l'histoire de la musique.

En 1996, la scène girl group internationale est largement dominée par le groupe pop britannique Spice Girls, composé de Victoria Beckham, Melanie Chisholm, Melanie Brown, Geri Halliwell et Emma Bunton dont les singles Wannabe, Say You'll Be There, 2 Become 1, Mama, Who Do You Think You Are, Spice Up Your Life, Too Much, Stop, Viva Forever et Goodbye atteignent la première place des charts mondiaux. Avec des concerts à guichet fermé, les nombreuses publicités, le merchandising à succès et un film, les Spice Girls deviennent le groupe le plus populaire après les Beatles,. Il s'agit de l'un des groupes les plus populaires des années 1990 et le plus rentable dans l'histoire de la musique contemporaine. Leur premier album, Spice, est le mieux vendu par un groupe féminin, avec 28 millions d'exemplaires dans le monde,. Au total, les ventes d'albums Spice Girls atteignent les 86 millions à l'international,,. Il est considéré comme le groupe féminin le plus populaire de tous les temps,. Mondialement, les deux albums, l'intégralité des singles, ainsi que tous leurs clips, sont considérés comme des classiques de la musique pop moderne,,,,.
Les albums Spice et Spiceworld ont tellement eus d’impact qu’ils sont considérés au niveau mondial comme ceux qui ont bouleversé la musique pop au milieu des années 90, renouvelant la musique pop-teenage, tout en apportant le concept du féminisme via le girl power, ainsi qu’un marketing omniprésent et une image esthétique repensée de la musique de l’époque, bouleversant les milieux musicaux, culturels et vestimentaires, choses jusqu’alors inégalées à ce jour, permettant au groupe de devenir de véritables icônes culturelles des années 90, mais aussi des icônes musicales intergénérationnelles,,,,,,,,,,,,,,,,.
De par le succès phénoménal des Spice Girls, d'autres troupes feront alors leur apparition durant cette décennie comme le quatuor anglo-canadien All Saints, le quatuor irlandais B*Witched ou encore le trio Cleopatra, popularisé dans le commerce au niveau international, sans cela pour atteindre celui des Spice Girls.
Formé en 1990, le groupe américain de RnB Destiny's Child composé de Beyoncé Knowles, Kelly Rowland, LeToya Luckett et LaTavia Roberson, publie son premier opus éponyme en 1998, mais obtient un succès et une notoriété internationale de par la sortie en 1999 de son second opus The Writing's on the Wall, qui, agrémenté des singles Bills, Bills, Bills et Say My Name, se vend à plus de dix millions d'exemplaires rien qu'aux États-Unis. Après le remplacement de deux de ses membres : LeToya Luckett et LaTavia Roberson, par Farrah Franklin et Michelle Williams, la sortie des opus Survivor en 2001, contenant les succès mondiaux tels que Independent Women, Survivor, Bootylicious et de l'opus Destiny Fulfilled en 2004, incluant les tubes internationaux comme Lose My Breath, Soldier, Girl et Cater 2 U, tous deux certifiés multi-disques de platine,, les membres du groupe se séparent en 2005. Au total, le groupe compte plus de 60 millions d'exemplaires vendus dans le monde et se classe neuvième des groupes à succès dans les années 2000. En parallèle aux États-Unis, de nombreux groupes de musiques urbaines émergent pendant ces deux décennies comme : En Vogue, Xscape, SWV, Blaque, The Braxtons, Zhané, Total, 702 ou encore Allure et se popularisent dans ce pays.
Dans un autre registre, le groupe Dixie Chicks est celui qui a vendu le plus d'albums country dans le monde avec plus de 30,5 millions écoulés depuis ses débuts en 1990,,.
Pendant cette décennie, la France n'est pas en reste, puisque des groupes comme Zouk Machine, Native, Melgroove, So What ! ou encore A.D.M., marqueront cette époque de par leurs tubes,,,. Ainsi avec le titre Maldòn, qui reste à la première place au Top 50 durant neuf semaines en 1990, le groupe Zouk Machine est la troupe ayant le titre Zouk le plus vendu de tous les temps encore à ce jour[Quand ?], avec plus d'un million de singles vendus et un disque de platine,,. En 1993, Native vend plus de 400 000 exemplaires de leur premier album éponyme, comprenant les singles à succès Si la vie demande ça et Tu planes sur moi. Le trio de musique urbaine ADM, marque les esprits avec leurs singles When You Wanna Move et Won’t You Play (Mr. DJ), dont le premier se classe à la 20e meilleure place des ventes des singles en France en 1997. En 1997, le trio So What ! rencontre un succès éphémère avec deux singles Mensonges et Quoi que tu penses . Le trio de musique urbaine Melgroove, connait également un certain succès avec le single Pas toi, une reprise de Jean-Jacques Goldman parue en 1997, et qui arrive à la 17e place des meilleures ventes de singles en France.
En 1999, le trio Risquée classe son 1er single Upside Down, reprise de Diana Ross, à la 25eme place des meilleures ventes de singles en France.
A la fin des années 90, en Corée la K-pop voit naître de nombreux girls groups et boys band, à l'instar du girl group S.E.S. (1998).

### Années 2000

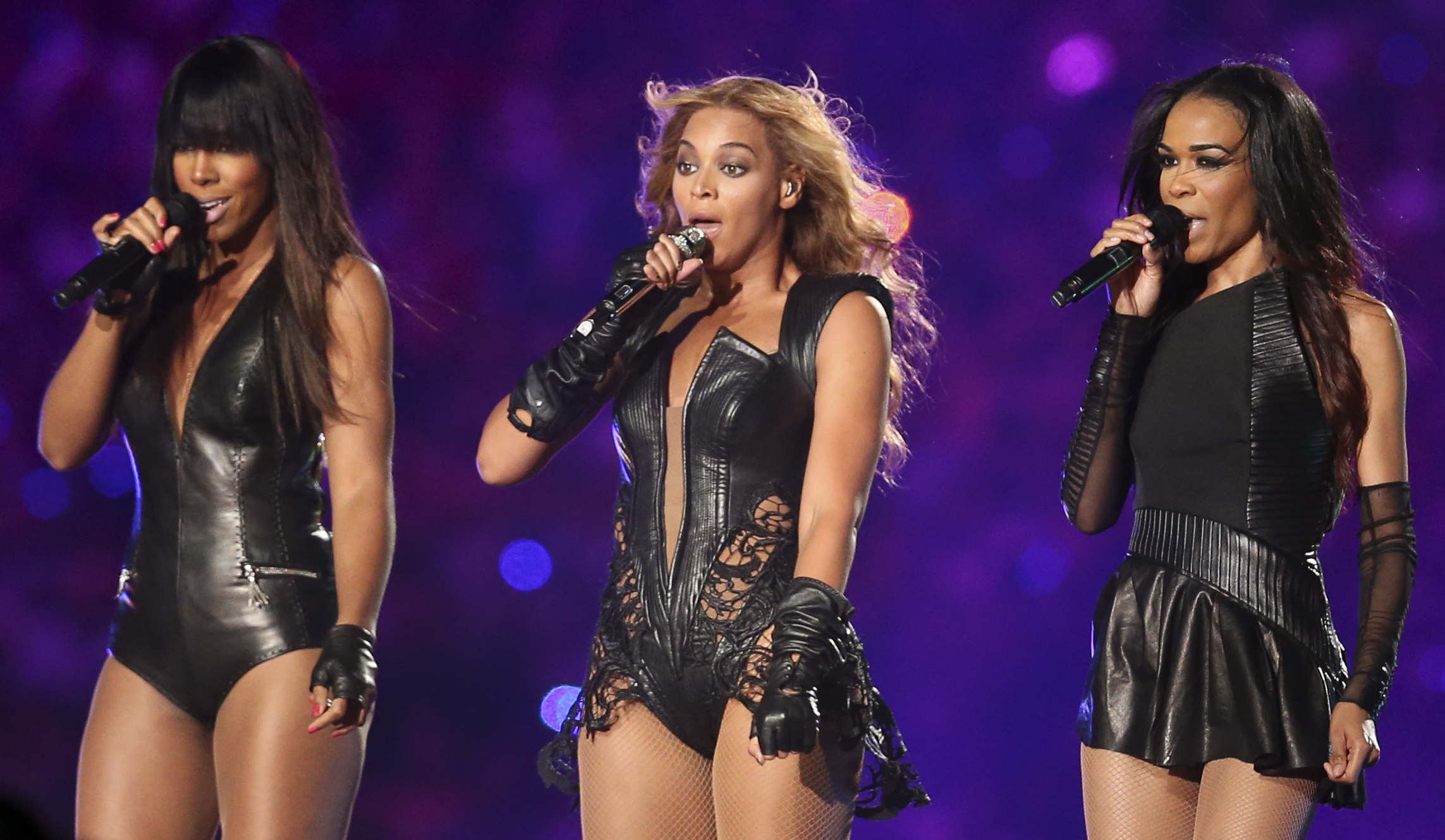
Le groupe américain Destiny's Child, formé dans les années 1990, marque les années 2000 en vendant plus de 60 millions de disques dans le monde.

Depuis son premier album, Born, qui le révèle sur la scène internationale 2000, le quatuor à cordes britanico-australien Bond, compte, en 2010, quatre millions d'exemplaires vendus durant toute sa carrière, ce qui en fait le quatuor de musique classique et le groupe féminin de musique classique le plus vendu de tous les temps. En 2000, le trio américain de musique RnB 3LW, composé d'Adrienne Bailon, de Kiely Williams et de Naturi Naughton, obtient un succès modéré avec le single No More (Baby IM A Do Right), mais qui marque quand même les esprits en devenant disque de platine. En 2003, deux de ses membres, Adrienne Bailon et Kiely Williams, rejoignent Raven-Symoné et Sabrina Bryan pour former The Cheetah Girls, groupe fictif issu de la série de téléfilms du même nom de Walt Disney, qui est tiré de la saga de romans à succès de Deborah Gregory. Le groupe vendra plus de 3,6 millions d'albums dans le monde.

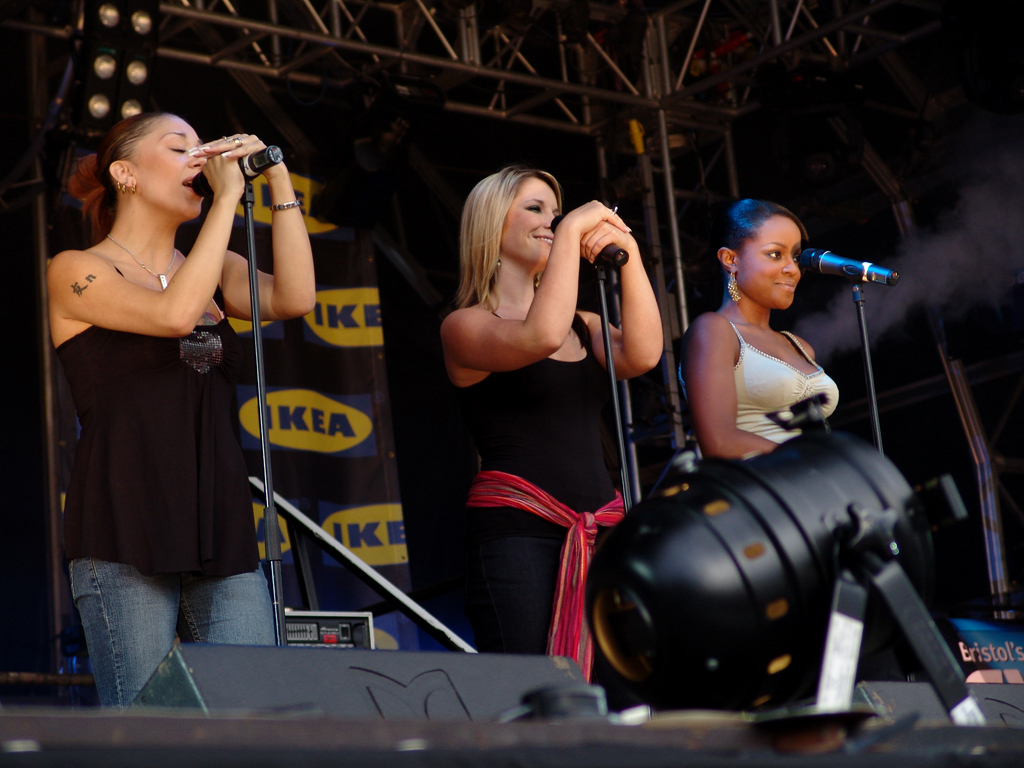
Dans les années 2000, les Sugababes ont atteint six chansons numéro un sur le UK Singles Chart.

Au Royaume-Uni, les girl groups sont populaires pendant les années 2000. Atomic Kitten (Natasha Hamilton, Elizabeth « Liz » McClarnon, Kerry Katona) fait de même grâce à des singles tels que Whole Again en 2000, Sugababes et Girls Aloud également, au début des années 2000. Sound of the Underground de Girls Aloud et Round Round des Sugababes sont catégorisés comme les « deux plus énormes titres à succès,. » Sugababes atteignent six fois la première place, quatorze singles classés au top 10, quatre albums de platine, faisant de ce groupe le meilleur groupe féminin du XXIe siècle selon les British Hit Singles & Albums. Girls Aloud atteignent douze fois consécutives les charts au Royaume-Uni. Leurs cinq albums studio ont été certifiés disques de platine et leur album The Sound of Girls Aloud s'est vendu à un million d'exemplaires. Ces deux groupes sont nommés à deux reprises aux BRIT Awards ; Sugababes est récompensé dans la catégorie « meilleur groupe de danse » en 2003, et Girls Aloud du meilleur single pour le titre The Promise en 2009. En 2008, le groupe pop anglo-irlandais The Saturdays se popularise en tournée avec Girls Aloud. Elles atteignent quatre fois les Top Ten UK Albums et 13 Top Ten Singles. Stooshe est un girl group, ou trio, de R&B originaire de Londres. Elles sont nommées au classement Sound of 2012 de la BBC et atteignent deux fois le top 5 singles. Le trio RnB Mis-Teeq, originaire de Londres, connait également un certain succès de par ses opus Lickin'On The Both Sides publié en 2001, certifié double disque de platine au Royaume-Uni, et l'album Eye Candy, publié en 2003 dont le premier extrait Scandalous, est le single du groupe ayant le plus de succès au niveau international.

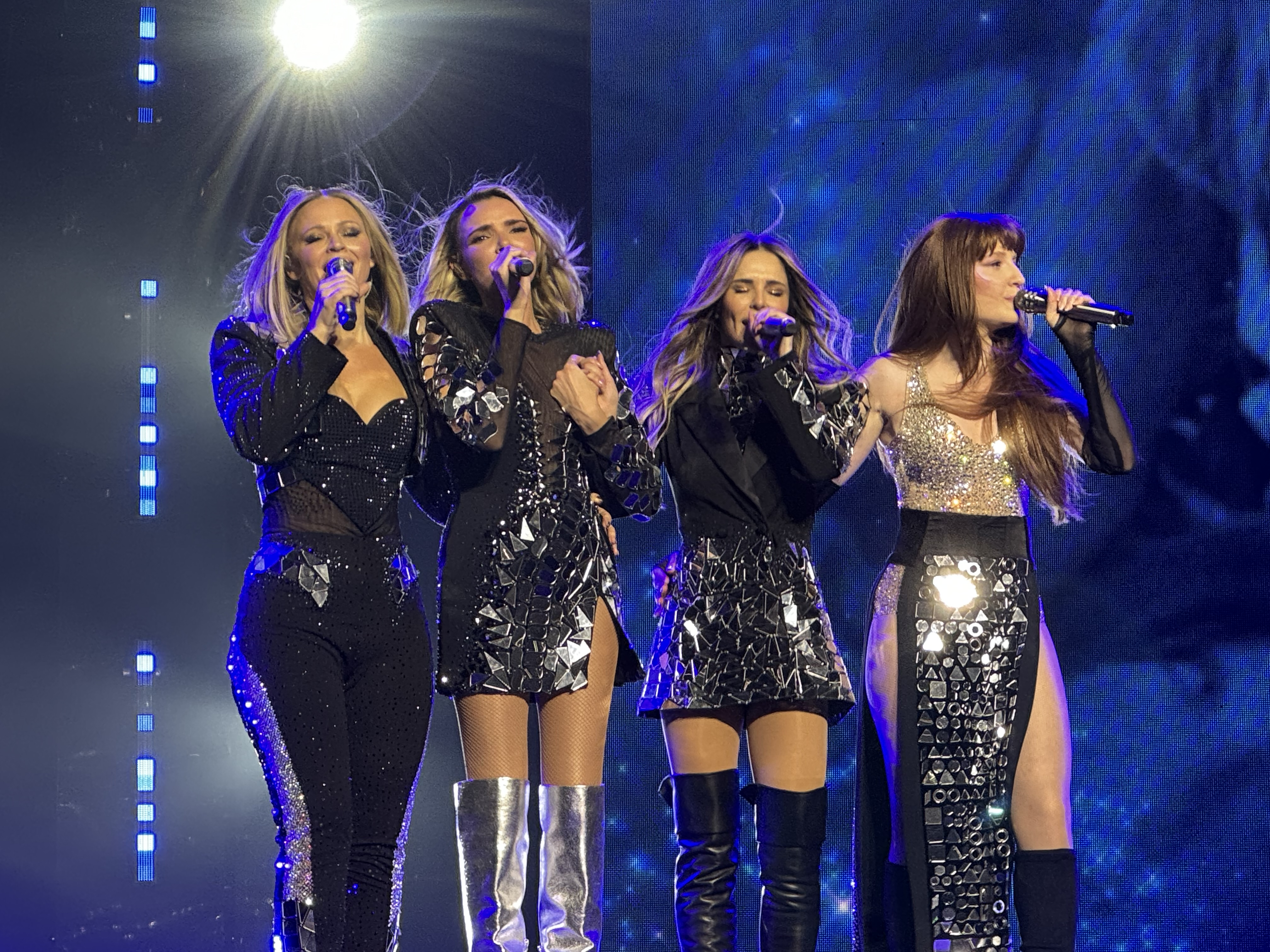
Girls Aloud a été désigné comme le groupe féminin britannique le plus vendu du 21e siècle jusqu'à présent, avec plus de 4,3 millions de ventes de singles et 4 millions d'albums vendus au Royaume-Uni.

Entre 2001 et 2006, le quintet français L5, issu de l’émission Popstars, diffusée sur la chaine M6, compte plus d'un million d'exemplaires écoulés de par leurs singles Toutes les femmes de ta vie, Une étincelle, De l’air (question de survie !), issus de leur premier album homonyme L5 publié en 2001 et de par Aime, Retiens-moi, Maniac et Reste encore extraits de leur deuxième album Retiens-moi, publié en 2002. Entretemps, des troupes de musiques urbaines comme le quatuor Honneur Ô Dames et le trio Kay Cee Dee, marquent les esprits,.
En 2002, le quatuor de musique pop suédois Play cartonne avec le single Us Against The World, issu de son 1er album éponyme. La même année, le trio de musique pop-dance Models, érige ses reprises Fame à la 7e meilleure vente de single en France et Ding-A-Dong à la 17eme place des ventes de singles en France.
Au milieu des années 2000, le groupe américain Pussycat Dolls, issu du monde du cabaret, compte 54 millions d'albums vendus et contenant les singles Don't Cha, Beep, Wait a Minute, Stickwitu, Buttons, I Don't Need A Man, When I Grow up, I Hate This Part, Hush Hush ou Jai Ho (You Are My Destiny), issus de ses deux opus PCD et Doll Domination, publiés en 2005 et 2008.
Un peu plus tard, entre 2007 et 2008, le trio de musique urbaines Les Déesses, compte 30 000 exemplaires écoulés de leur album Saveurs exotiques, contenant les singles On a changé, Danse avec moi et Saveurs exotiques, vendus quant à eux à 80 000 exemplaires.
En Asie, les girl groups sont très populaires. La hallyu (vague coréenne) et la K-pop sont les principaux genres locaux influençables qui ont émergé d'abord sur le continent asiatique, puis en Amérique et en Europe. Les girl group sont reconnus dans la vague hallyu. 2NE1 et Girls' Generation (connu sous l'acronyme SNSD) sont les groupes les plus connus en Corée du Sud. D'autres groupes du genre incluent T-ara, f(x), 4Minute, Miss A et After School. Des groupes japonais de J-pop tels que Speed, Morning Musume, AKB48 et SKE48 se sont popularisés. Morning Musume est l'un des girl groups les plus reconnus, le second groupe de filles rentable en matière de singles au Oricon en février 2012. Avec plus de 60 membres, AKB48 est reconnu dans le Livre Guinness des records comme le groupe comptant le plus de membres à son actif. AKB48 tient le record du groupe le plus rentable au Japon selon les statistiques de l'Oricon avec environ 22 millions d'exemplaires de leurs singles vendus en mai 2013. Cependant, même des groupes originaires de Corée du Sud, arrivent à se classer dans ce classement (Girls' Generation et 2NE1, notamment).

### Années 2010

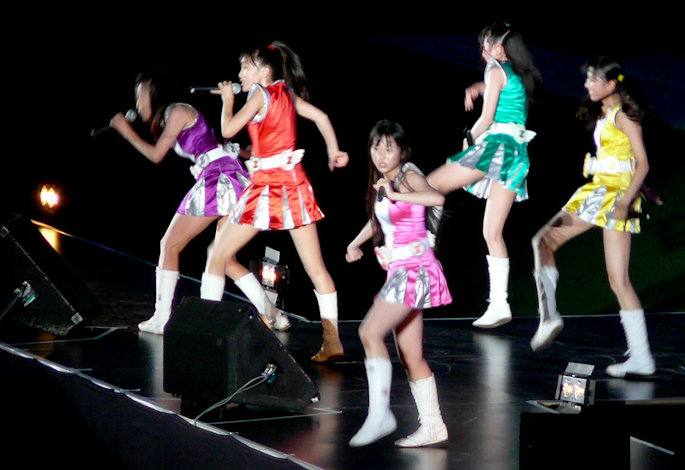
La troupe japonaise, Momoiro Clover Z, connue pour ses prestations innovantes, est classé à la 4e place des artistes musicaux en termes de revenus au Japon en 2013.

Au Japon, les girl group restent parmi les plus populaires, et atteignant le classement Oricon 16 fois en 52 semaines en 2011, 16 fois en 53 semaines en 2012, et 19 fois en 50 semaines en 2013. Momoiro Clover Z est le girl group le plus populaire. Le groupe est connu pour ses prestations énergiques, incorporant éléments de ballet, gymnastique, et de films d'action. Un sondage effectué en 2013 montrent que ces spectacles attirent un grand intérêt des idoles japonaises. En 2013, le groupe est classé à la 4e place des artistes musicaux en termes de revenus au Japon. D'un autre côté, les sept meilleurs singles sur dix au Japon en 2013 sont liés à AKB48, deux à SKE48, un à NMB48.
En Myanmar, le groupe Me N Ma Girls a été créé en 2010. Le groupe avait à négocier avec la censure la manière dont les filles chantent, s'habillent et ce qu'elles font.
En Corée du Sud, les girl groups sont également très populaires. Des groupes tels que 2NE1, Girls' Generation, et les Wonder Girls sont internationalement connus et font partie de la vague hallyu. On retrouve également d’autres girl groups célèbres à la fin des années 2010 tels que TWICE, BLACKPINK et Red Velvet. Beaucoup réussissent à se classer dans les classements mondiaux. Par exemple, les Girls' Generation obtiennent le prix de la vidéo de l'année aux YouTube Music Awards 2013.
Formé en 2011 lors de l’émission The X Factor, le quatuor britannique de musique pop/rnb Little Mix, compte plus de cinq millions d'albums écoulés dans le monde, depuis son premier album DNA, publié en 2012 et environ 27 millions de copies singles et albums confondus.

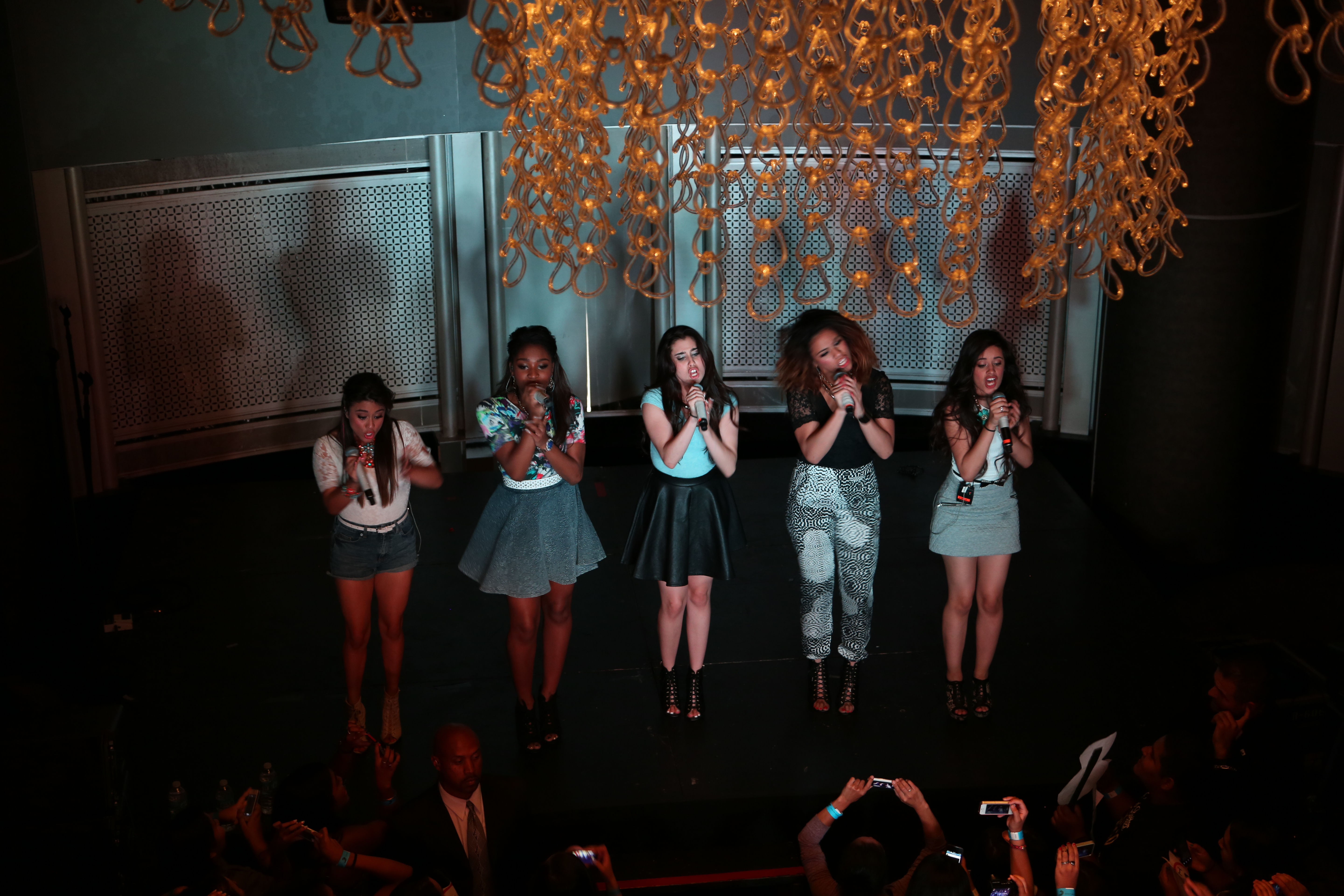
De par la sortie de son premier album Reflection en 2015, le groupe américain Fifth Harmony, devient le premier girl group ayant un album classé n°1 dès sa sortie en version numérique.

En 2012, l'Official Charts Company révèle son classement de singles vendus dans les marchés britanniques avec les Spice Girls positionnées à la 20e place (avec 8 millions), seul groupe féminin de la liste,. De son côté, à la fin des années 1990, le girl group japonais Speed vend un total de 20 millions d'exemplaires en trois ans. Toujours en 2012, le trio français Nossa marque les esprits avec la reprise du tube Mas que nada de Sergio Mendes, qui s’érige à la quatrième place du classement en Belgique Wallonie. Depuis cette même année, le trio de musique pop/r&b français Adict, connait un certain succès avec les singles Dis-moi tout, Un amour d’été, Pourquoi pas et Bye bye,.
En 2013, le quatuor français The Mess, issu de la cinquième saison de l’émission Popstars, diffusée sur D8, classe son premier single Au Top à la 34e meilleure vente des singles.
Formé en 2012 lors de l’émission The X Factor, le quintet américain de musique pop/RnB Fifth Harmony, publie en 2015 son premier album, Reflection, qui comprend des singles à succès internationaux comme Sledgehammer ou encore Worth It, devient le premier girl group dont l'album est classé dès sa sortie en version numérique. L’opus étant un succès international, reçoit d’excellentes critiques, qui le qualifient comme l’un des meilleurs albums de l’année 2015,,. La même année, le trio français When We We’re Young émerge avec le single The Boy Is Mine, extrait de son premier album Made In The 90’s, comprenant exclusivement des reprises des années 1990.
En octobre 2015, le groupe The Braxtons en tant que cinq membres, incluant : Toni, Tamar, Traci, Trina et Towanda, sort un album de Noël intitulé Braxton Family Christmas. L'annonce a créé l'évènement, car c'est la 1re fois que le groupe rechantera en tant que quintet, après 25 ans d'absence et de projets solos,.
En 2019, le groupe britannique Spice Girls, se reforme pour la seconde fois et annonce une série de concerts de treize dates intitulé Spice World - 2019 UK Tour, qui a lieu entre le 24 mai 2019 et qui se conclut le 15 juin 2019, sans Victoria Beckham, trop prise par ses activités de styliste, ce qui crée l'événement. Au Total, la tournée est un triomphe, avec 700 000 spectateurs sur 13 dates, en amassant plus de 78 millions de dollars de recettes,.

### Années 2020
Le trio féminin Adm se reforme et publie le single L'essentiel en featuring Taïro. ADM Featuring Tairo L'Essentiel Vidéo officielle sur www.youtube.com